# چون داری ترکم می‌کنی
«چون داری ترکم می‌کنی» (به اسپانیایی: Porque te vas) ترانه‌ای از ژانت خوانندهٔ اسپانیایی‌تبار زادهٔ انگلستان است. این قطعه را خوزه لوئیز پرالس نوشته و رافائل ترابوچلی تهیه‌کننده‌ی آن بوده‌است. «چون داری ترکم می‌کنی» در سال ۱۹۷۴ منتشر شد و دومین اثر موفق ژانت پس از «من یک یاغی هستم» (۱۹۷۱) بود. این قطعه از مشهورترین ترانه‌های پاپ اسپانیایی است و امروزه یک اثر کلاسیک به‌شمار می‌آید.
«چون داری ترکم می‌کنی» محتوایی عاشقانه دارد و درد فراق یک عاشق رهاشده را روایت می‌کند. این قطعه یک بالاد رومانتیک است که عناصری از موسیقی فانک، دیسکو و پاپ را در خود دارد. همراهی اشعار تقدیرباور ترانه با ترومپت‌های بی‌خیال و خوشحال، از نکات قابل توجه در تنظیم این قطعه است.
«چون داری ترکم می‌کنی» طی بیش از ۴ دهه که از انتشارش می‌گذرد بارها توسط خوانندگانی از ملیت‌های مختلف و در سبک‌های گوناگون، از فانک و پاپ نسخهٔ اصلی گرفته تا اسکا، ایندی راک، پانک و جَز بازخوانی شده‌است.